# Bosque nacional El Yunque
El Bosque Nacional El Yunque o simplemente El Yunque (antes llamado Bosque Nacional del Caribe) es un parque nacional localizado en Puerto Rico y es el único bosque lluvioso tropical en el sistema nacional de bosques de los Estados Unidos,  aunque no pertenece a su territorio. Su nombre es una adaptación al español de la palabra de origen Taíno «Yu-Ke» que significa «Tierra Blanca». Es uno de los lugares conocidos más lluviosos del mundo. Es también un lugar turístico, el cual es muy visitado, admirado y protegido por los ciudadanos de la isla. El Yunque es un bosque pluvial semitropical de temperaturas frescas, localizado en la Sierra de Luquillo al este de Puerto Rico. Comprende 113,32 km². Aunque no es el punto más alto en el archipiélago puertorriqueño se le puede observar a larga distancia, municipios tan distantes como Vieques, Culebra, San Lorenzo, Caguas, Barranquitas, Cayey, Aibonito, entre otros, pueden observar este patrimonio nacional. El Centro de Visitantes, El Portal, está localizado en la entrada del bosque, en la carretera #191, en el km. 4.3. Posee exhibiciones educativas y un teatro, además, encontrará personal del Servicio Forestal quienes le brindaran información y les guiarán en su recorrido por el bosque.neres el paisaje más bonito del mundo entero  
El Bosque fue fundado por el Rey Alfonso XII de España en 1876, sólo 4 años después de la creación del parque nacional de Yellowstone en 1872, el primer parque nacional en los Estados Unidos de América.

## Flora y fauna

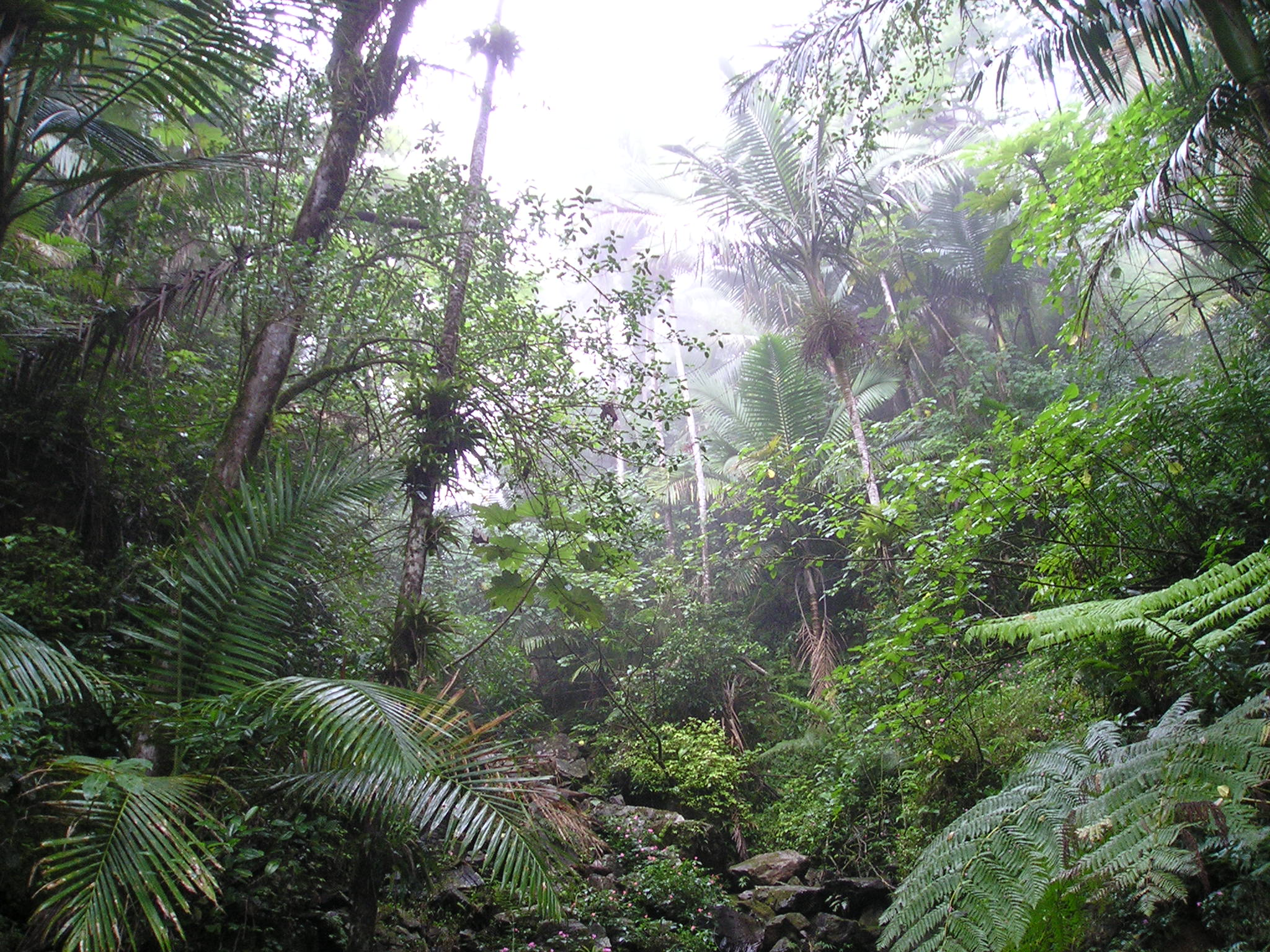
Vegetación endémica del bosque

La vegetación de El Yunque es muy variada. Este alberga alrededor de 500 especies de árboles, que son en realidad 4 tipos de bosques distintos, cada uno determinado por su altitud. El pico más alto del bosque, El Toro, alcanza los 1.076 m de elevación. Los picos del bosque están cubiertos de bosques enanos. Además El Yunque cuenta con una gran variedad de plantas únicas en su tipo al poseer más de 20 tipos de orquídeas además de diferentes clases de hongos Psilocybe guilartensis.

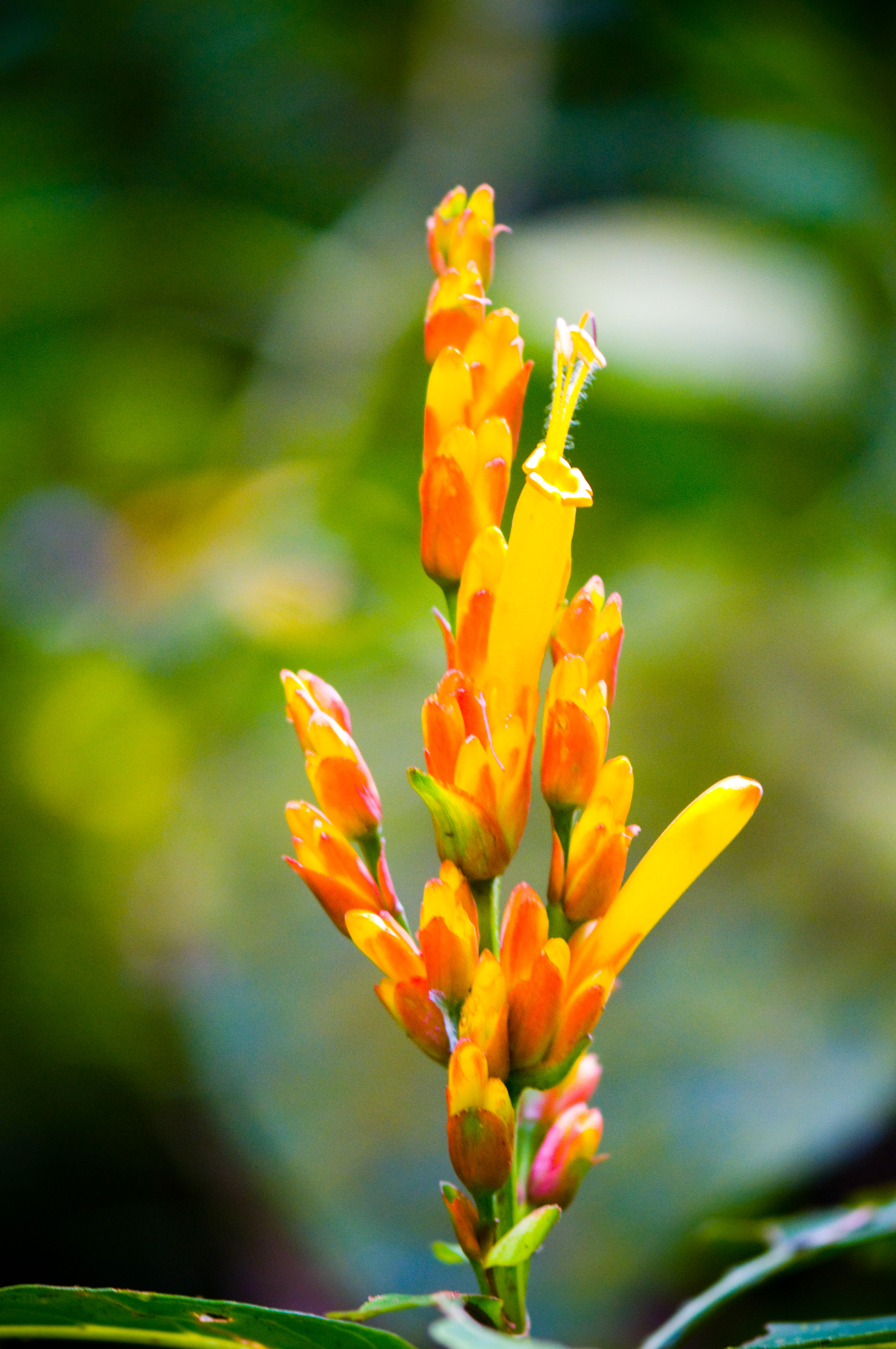
Flor Sanchezia speciosa del bosque

## Excursionismo
Actualmente existen 39 kilómetros (24 millas) de senderos recreativos y 19 kilómetros (12 millas)  de caminos administrativos que se encuentran en el bosque nacional El Yunque. Estos senderos están restringidos a sólo el tráfico a pie (senderismo). El uso de caballos, motocicletas o bicicletas de montaña no está permitido en ningún sendero. 
Muchas áreas del bosque nunca se utilizarán para el desarrollo de senderos. Las razones de esta política incluyen; protección del bosque primar y la vegetación sensible, la recuperación de especies en peligro de extinción y la protección de áreas naturales de investigación.
Existe además la Torre Yokahu con 480 metros (1575 pies) y Monte Britton situado a una mayor altura de 937 metros (3,075 pies) y ambas son un punto de observación. Las torres, construidas de piedra en los años 1930, tienen 21 metros (69 pies) de altura y desde la cima se divisa un gran panorama de la costa noreste de Puerto Rico, el océano Atlántico y una porción de la cordillera central donde se sitúa gran parte del bosque pluvial. La Torre Monte Britton ofrece además unas vistas panorámicas impresionantes en que en un día claro se pueden ver las islas de Culebra, Vieques, Saint Thomas y Tórtola en el mar Caribe. El Yunque se puede explorar por cuenta propia o con excursiones guiadas.

## El Portal de El Yunque, Centro de Visitantes al Bosque Pluvial

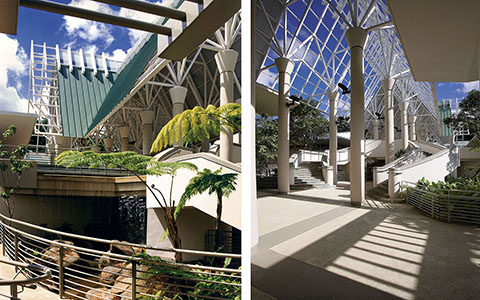
El Portal de El Yunque, Centro de visitantes

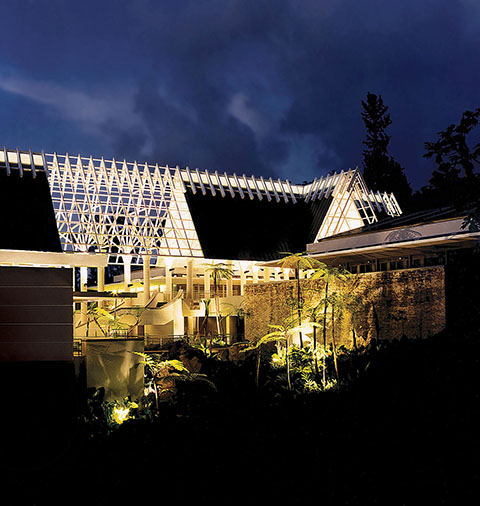
Vista nocturna de El Portal

Inaugurado en 1962, El Portal de El Yunque fue diseñado por el arquitecto puertorriqueño Segundo Cardona FAIA de Sierra Cardona Ferrer Arquitectos como centro de visitantes que ofreciera una introducción a la belleza del bosque tropical. Una vereda a 18 metros (60 pies) sobre el nivel terrero permite al peatón una vista sobre las copas de los árboles. Otra vereda serpentea alrededor de las troncos y bases de los árboles. Las exhibiciones en el centro encofan en flora y fauna del bosque pluvial, la importancia de los mismos alrededor del planeta, las amenazas a los cuales son susceptibles y los esfuerzos hechos para protegerlos.